# Волькенштейн
Волькенштейн (встречается вариант написания Волкинштейн) (нем. Wolkenstein) — австрийский графский род.
Первоначальное имя этого рода, существовавшего в Тироле в начале XI века, было Филандер (нем. Villander). Тирольский дворянин Рандольф Филандер купил замок Волькенштейн 1292 году, от которого род принял фамилию. Потомки его  пожалованы баронским Римской империи достоинством 1476 году. Барон Вейт Волкенштейн кавалер ордена Золотого Руна при императоре Максимилиане I в конце XV века.
Указом германского император Фердинанда II, бароны Волкенштейн возведены в графское Римской империи достоинство (24 октября 1630).
От Михаила и известного миннезингера Освальда происходят две линии этого рода: Волькенштейн-Тростбург и Волькенштейн-Роденегг.

### Российское подданство
Из линии Тростбург происходил граф Иоанн-Георг-Либерат Волкенштейн, вступивший в русскую службу генерал-майором (1708) и получивший российское подданство. Сын его, граф Семён Волкенштейн, служил полковником.
Из этой же линии происходил австрийский посол в России (1882-1894) — граф Антон Волькенштейн-Тростбург (1832—1913).
Род внесён в IV часть дворянской родословной книги Курской и Харьковской губерний.

## Описание герба
Щит, разделён на четыре части, в середине находится маленькой щиток, в котором в верхней серебряной половине означена роза с голубыми семенами, а в нижней золотой половине на зелёном холмике виден чёрный кабан, идущий в правую сторону.
Первая и четвёртая части красного поля разделяются косвенно простёршимся серебряным облаком. Во второй и третьей частях в голубом поле три серебряных сваи на красном подножии утверждённые.
На щите поставлены два шлема, увенчанные коронами, на поверхности которых, с правой стороны видны два красные буйволовые рога с пятью на каждом павлиньими перьями и между рогов золотой забор, украшенный страусовыми перьями, на левом шлеме возвышенная шляпа голубого в красного цвета с тремя страусовыми перьями, из коих среднее серебряное, а крайние два голубые. По сторонам шляпы выходят два оленьи рога. Намёт на щите голубого и красного цвета, подложенный золотом и серебром. Герб рода Волmкенштейн, графов иностранного государства внесён в Часть 6 Общего гербовника дворянских родов Всероссийской империи, стр. 129.